# Kalendegille

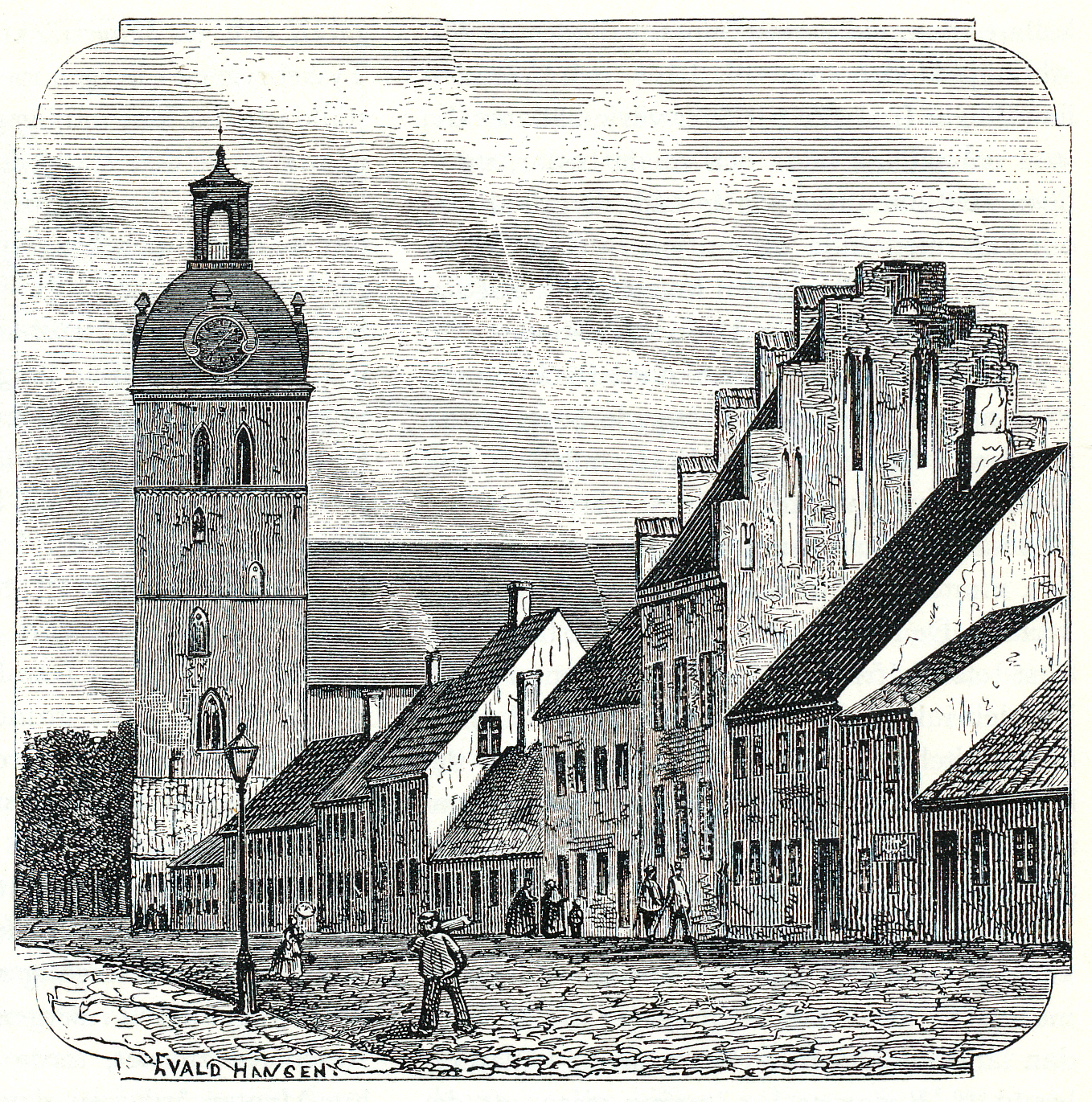
Kalendehuset i Malmö ligger nära S:t Petri kyrka. Bild från mitten av 1800-talet.

Kalendegillen var religiösa brödraskap,  vilka har sitt ursprung i de kristna sällskap som funnits alltsedan fornkyrkans tid. Under medeltiden fanns särskilda brödraskap mellan enskilda personer, grupper av kristna, kyrkor och kloster. Kalendegillena var en av beteckningarna för dessa kristna brödraskap – eller som de också kallades: ”Kalandergillen”. Dessa gillen växte upp under medeltiden och ett huvudområde för dem var i Nedre-Sachsen. Det äldsta Kalendegillet vi känner omtalas i Laer i Westfalen år 1279 men först under 1300-talet blev de alltmer vanliga.  Gillena var stiftade för läsande av själamässor för avlidna gillesbröder samt för inbördes hjälp och sällskaplig samvaro. 
I domkyrkostaden Lund möter vi ett sådant prästbroderskap, dock ej benämnt ”Kalendergille”, i ett testamente 1337 där det doneras ”till prästernas altare (i domkyrkan) en mark silver.” År 1352 testamenterar kaniken Peder Helgesson ett silverbälte ”till alla sockenkyrkorna i Lund och till prästernas gille”. Stadgar från Lund 1505 stipulerar att prästgillet skulle utgöras av 13 präster samt av lekbröder vilka fick betala inträdesavgift. 
De olika kyrkliga gillena hade stor betydelse. I Stockholm var t.ex. alla stadens präster förpliktigade att tillhöra Helga Lekamens gille. Namnet Kalendegille har sitt ursprung i att deltagarna i dessa gillen höll sina sammankomster den första dagen i varje månad. ”Kalendæ” var i den romerska kalendern namnet på denna dag. Redan tidigt började man välja in lekmän, såväl män som kvinnor, i dessa gillen. 
Ofta hölls gillessammankomsterna som väldiga gästabud. En del av dessa gillen överlevde reformationen, antagligen eftersom reformatorerna insåg deras värden när det gällde att marknadsföra och också kontrollera införandet av den nya kristna läran. Peder Palladius blev utnämnd luthersk biskop på Själland år 1537. Han skrev i sin ”Visitatsbog” om Kalendegillena i Danmark:
”Eders Sognepræst og Sognedegnen skal søge til Kalente her i Herredet med andre Præster, at de kan altid vide, hvad de endrægtelig med andre skal lære Eder, og skikke dem efter kongelig Majestæts Ordinans i alle Maader, som de vide at kunne rette dennem efter den Kalentebog, som jeg haver skrevet dem til gode.”
Om gillena sägs 1854, att de urartat till dryckeslag, där ett oskickligt leverne fördes och blev förbjudna 1618.  Först år 1643 avskaffade i Danmark Christian IV ”alle Calenter, Laug og Gilder, som tilforn blant Geistlige hafuer veren brugelige.”  men Kalendegillet i Lund har kvarlevt in på 1900-talet. Detta, Sodalitium Majus Lundense, ombildades då till en stiftelse.

Om Kalendegillet i Malmö

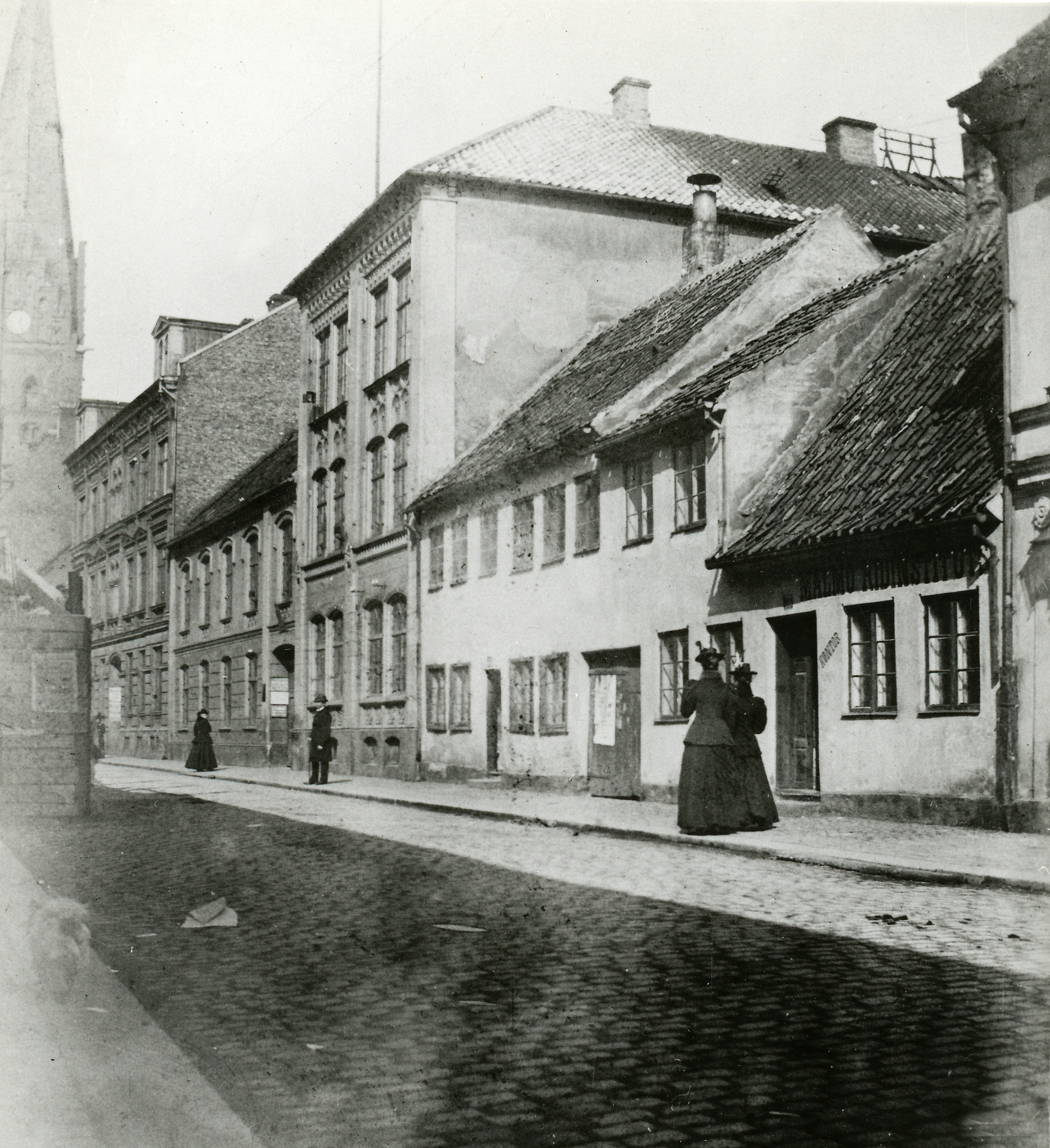
Kalendehuset vid Kalendegatan i Malmö i slutet av 1800-talet.

Det altare i S:t Petri kyrka som i slutet av medeltiden hade det största fastighetsinnehavet var S:t Annas altare som tillhörde Kalendegillet. År 1464 fick gillet en stor donation av ”Jach Dauvid hak, riddere af Mangestort” givet till ”hederlige klærke, prester i Calentegilde i Malmöge ok till theres altere, sankte Anne tilhörer, norden i koren i sankte Pethers kyrcke her same stetz eth stenhus …”.  Att Kalendegillet i Malmö inte enbart bestod av präster från staden framgår av en gåva 1483 då en präst i Oxie ”skötte till stolbrodern i Calentegildet på sante Anna altares vægne nordan koret i sancti Päders kyrkie en gård …”.
Gathuset, det s.k. Kalendehuset, i denna gård finns fortfarande kvar, om än i ombyggt skick. Så betydelsefullt blev detta hus att den gata som gick från S:t Petri kyrka förbi huset kom att kallas ”Kalenthe Strædit”. Detta namn känns från året 1476.  Det torde vara i detta hus som man höll sina sammankomster och sina fester. 